# اوتو سسانا
اوتو سسانا (انگلیسی: Otto Sesana; ۱۶ ژوئیهٔ ۱۹۴۳ – ۲۵ ژانویهٔ ۲۰۱۷) یک بازیکن فوتبال اهل آرژانتین بود.وی در بازی‌های المپیک تابستانی ۱۹۶۴ حضور داشته است.
از باشگاه‌هایی که در آن بازی کرده‌است می‌توان به باشگاه فوتبال روساریو سنترال اشاره کرد.